# آلي هنتر
آلي هنتر (بالإنجليزية: Ally Hunter)‏ (4 أكتوبر 1949 بغلاسكو في المملكة المتحدة - ) هو لاعب كرة قدم بريطاني في مركز حراسة المرمى. شارك مع منتخب اسكتلندا تحت 21 سنة لكرة القدم ومنتخب اسكتلندا لكرة القدم. أما مع النوادي، فقد لعب مع نادي سانت ميرين ونادي سلتيك ونادي كيلمارنوك ونادي ماذرويل وJohnstone Burgh F.C. ‏ ونادي كلايدبانك ‏.

## مسيرته الكروية
لعب آلي هنتر خلال مسيرته الاحترافية مع 4 أندية في تسعة مواسم ولم يسجل خلالها أي هدف ضمن 151 مباراة. حيث فاز في موسمين بالكأس وفي موسمين بالدوري.
خاض آلي هنتر مسيرته مع نادي كيلمارنوك في موسم 1970–71 واستمر معه طيلة ثلاثة مواسم، مشاركًا في 76 مباراة ولم يسجل أي هدف. ثم انتقل إلى نادي سلتيك في موسم 1972–73 ليلعب معه أربعة مواسم، حيث شارك في 60 مباراة ولم يسجل أي هدف أيضًا. لينتقل بعدها إلى نادي ماذرويل في موسم 1976–77 لمدة موسم واحد، مشاركًا في 8 مباريات ولم يسجل أي هدف أيضًا. ثم انتقل إلى نادي سانت ميرين في موسم 1977–78 لمدة موسم واحد، مشاركًا في 7 مباريات ولم يسجل أي هدف أيضًا.

## وصلات خارجية
- آلي هنتر على موقع الاتحاد الإسكتلندي (الإنجليزية)
- آلي هنتر على موقع قاعدة بيانات كرة القدم.إي يو (الإنجليزية)
- آلي هنتر على موقع ناشيونال فوتبول تيمز (الإنجليزية)